# 费希爾島 (佛羅里達州)
费希爾島（英語：Fisher Island）是位於美國佛羅里達州邁阿密-戴德縣的一個人口普查指定地區。

## 地理
费希爾島的座標為25°45′42″N 80°08′39″W / 25.76167°N 80.14417°W，而該地最高點為海拔高度3米（即10英尺）。

## 人口
根據2010年美國人口普查的數據，费希爾島的面積為0.90平方千米，當中陸地面積為0.90平方千米，而水域面積為0.00平方千米。當地共有人口132人，而人口密度為每平方千米146人。
2018年4月彭博公布费希爾島的平均年收入在2015年達到250萬美元，使费希爾島成為全美最富有的郵遞區號所在地。